# Шарабрин, Иван Георгиевич
Шарабрин Иван Георгиевич (3 июля 1905, Мариинский Посад — 1995, Москва) — советский ветеринар, доктор ветеринарных наук (1938), профессор (1935).
Заслуженный деятель науки РСФСР (1970).

## Биография
Родился в чувашской семье.
Окончил Казанский ветеринарный институт (1928), Киров. педагогич. институт (1936). Ученик Д. В. Домрачева. Доктор наук (1937). Работал в Кировском зооветеринарном институте, заведовал кафедрой внутренних болезней сельскохозяйственных животных в Московской ветеринаринарной академии (1962—1979).
Участник Великой Отечественной войны 1941—1945. Работал в ветеринарном отделе 4-о Украинского фронта. Закончил войну в звании подполковника.
Дочь — Т. И. Алексеева (1928—2007), учёный-антрополог, академик РАН.

## Научная деятельность
Исследовал взаимосвязи между почвой, растениями и обменом веществ в организме продуктивных животных.

## Труды
Автор свыше 130 научных трудов, в том числе 3 монографий.

## Награды
- Орден Трудового Красного Знамени,
- Орден Отечественной войны II степени (1945)
- Орден Отечественной войны II степени (1985)[5]
- Орден Красной Звезды,
- Орден «Знак Почёта»,
- медали
- орден Чехословакии «Большой Чехословацкий Крест»[источник не указан 2970 дней]